# 因斯科
因斯科是波蘭的城鎮，位於該國西北部，距離什切青舊城40公里，由西波美拉尼亞省負責管轄，面積6.95平方公里，海拔高度111米，2010年人口2,026。
53°26′N 15°33′E / 53.433°N 15.550°E